# Blue Bloods
Blue Bloods (Familia de policías en España, Sangre Azul en Latinoamérica) es una serie dramática policíaca estadounidense emitida por la cadena CBS desde septiembre de 2010. En marzo de 2023, la serie fue renovada para una decimocuarta y última temporada, que se estrenó el 16 de febrero de 2024.

## Argumento
La serie sigue a una familia de policías del Departamento de Policía de Nueva York.

## Elenco

### Principales
- Donnie Wahlberg como Daniel "Danny" Reagan, detective de la Policía, es el hijo mayor de Frank.
- Bridget Moynahan como Erin Reagan-Boyle, fiscal adjunto de Distrito, es la tercera hija de Frank.
- Will Estes como Jamison "Jamie" Reagan, oficial de policía, es el cuarto hijo de Frank.
- Len Cariou como Henry Reagan, Comisionado de policía retirado, padre de Frank y abuelo de Danny, Joe, Erin y Jamie.
- Tom Selleck como Francis "Frank" Reagan, Director de la Policía de NY, comisionado policial y padre de Joe, Danny, Erin y Jamie.
- Jennifer Esposito como Jaqueline "Jackie" Curatola, detective y primera compañera de Danny (temporadas 1–3).[5]
- Amy Carlson como Linda Reagan, esposa de Danny Reagan con el que tiene dos hijos. Fue enfermera. (temporadas 2–7; recurrente temporada 1)
- Sami Gayle como Nicole "Nicky" Reagan-Boyle, hija de Erin Reagan. (temporadas 2–10; recurrente temporada 1; invitada temporada 11)
- Marisa Ramirez como Maria Baez, detective y nueva compañera de Danny Reagan (temporadas 4–presente; recurrente temporada 3).
- Vanessa Ray como Editte "Eddie" Janko, oficial de policía, compañera y hoy esposa de Jamie Reagan (temporadas 5–presente; recurrente temporada 4)

### Recurrentes
- Bobby Cannavale como Charles Rossellini, Fiscal de Distrito.
- Gregory Jbara como Garrett Moore, el Comisionado Adjunto de Información Pública y jefe del staf de Frank Reagan.
- Abigail Hawk como Abigail Baker, Detective.
- Nicholas Turturro como Anthony Renzulli, Sargento de la policía y jefe de Jamie (compañero de patrullas durante temporadas 1 y 2).
- Andrew Terraciano como Sean Reagan, hijo de Danny Reagan y Linda.
- Tony Terraciano como Jack Reagan, hijo de Danny Reagan y Linda.
- Bruce Altman como Frank Russo, Alcalde (temporada 1).
- Dylan Moore como Sydney Davenport, abogada y ex-prometida de Jamie, Sydney rompe con Jamie luego de que él comenzara a investigar sobre el asesinato de su hermano, Joe (temporada 1).
- David Ramsey como Carter Poole, Alcalde (temporadas 2–3).
- Brian Roland como Richard, asistente de Erin Reagan (temporadas 3–4).
- Megan Ketch como Kate Lansing, Detective y excompañera de Danny (temporada 3, episodios 7–12).
- Peter Hermann como Jack Boyle, abogado y exesposo de Erin, y padre de Nicky.
- Steve Schirripa como Anthony Abetemarco
- Will Hochman como Joe Hill, hijo de Joseph "Joe" Reagan.

## Producción
Selleck dijo que se sintió atraído al proyecto debido al fuerte guion del piloto y que estaba preocupado sobre involucrarse en una serie en curso porque no quería comprometerse a las películas de televisión de Jesse Stone.
El 11 de mayo de 2015, se anunció que la serie había sido renovada para una sexta temporada, la cual fue estrenada el 25 de septiembre de 2015. El 26 de abril de 2022, CBS renovó la serie para una decimotercera temporada, que se estrenó el 7 de octubre de 2022. El 29 de marzo de 2023, CBS renovó la serie para una decimocuarta temporada. El 20 de noviembre de 2023, CBS anunció que la decimocuarta temporada sería la última de la serie. La decimocuarta temporada se estrenó el 16 de febrero de 2024.

## Críticas
Los críticos han elogiado la serie en el lugar de rodaje. The New York Daily News elogió la actuación de Selleck como Frank Reagan. También destacaron la escena de la cena familiar como positivo y elogiaron la introducción del debate sobre cuestiones moralmente complejas. The New York Daily News señaló las comparaciones entre los personajes de Selleck, Jesse Stone y Frank Reagan, diciendo que Reagan y Stone eran hombres morales y con principios de pocas palabras. En Entertainment Weekly, Ken Tucker nombró a Blue Bloods como uno de los "5 mejores programas" del año 2010.

## Emisión
El programa se estrenó el 24 de septiembre de 2010, con episodios transmitiéndose los viernes. A comienzos del 19 de enero de 2011, Blue Bloods fue cambiada a los miércoles a las 10:00 p. m. para una prueba de cuatro semanas. En febrero de 2011, la serie regresó a los viernes debido al estreno de Criminal Minds: Suspect Behavior. En Reino Unido, el programa se estrenó el martes 1 de febrero de 2011 a las 10:30 p. m. en Sky Atlantic. El 4 de julio de 2012 se estrenó en España en horario de máxima audiencia (22:00) en Telecinco. En Uruguay se estrenó el 25 de julio de 2016 a las 4:00 p. m..

## Recepción
El episodio debut obtuvo 15.24 millones de espectadores. 

## Episodios
| Temporada | Temporada | Episodios | Episodios             | Emisión original         | Emisión original   |
| Temporada | Temporada | Episodios | Episodios             | Primera emisión          | Última emisión     |
| --------- | --------- | --------- | --------------------- | ------------------------ | ------------------ |
|           | 1         | 22        | 22                    | 24 de septiembre de 2010 | 13 de mayo de 2011 |
|           | 2         | 22        | 22                    | 23 de septiembre de 2011 | 11 de mayo de 2012 |
|           | 3         | 23        | 23                    | 28 de septiembre de 2012 | 10 de mayo de 2013 |
|           | 4         | 22        | 22                    | 27 de septiembre de 2013 | 9 de mayo de 2014  |
|           | 5         | 22        | 22                    | 26 de septiembre de 2014 | 1 de mayo de 2015  |
|           | 6         | 22        | 22                    | 25 de septiembre de 2015 | 6 de mayo de 2016  |
|           | 7         | 22        | 22                    | 23 de septiembre de 2016 | 5 de mayo de 2017  |
|           | 8         | 22        | 22                    | 29 de septiembre de 2017 | 11 de mayo de 2018 |
|           | 9         | 22        | 22                    | 28 de septiembre de 2018 | 10 de mayo de 2019 |
|           | 10        | 19        | 19                    | 27 de septiembre de 2019 | 1 de mayo de 2020  |
|           | 11        | 16        | 16                    | 4 de diciembre de 2020   | 14 de mayo de 2021 |
|           | 12        | 20        | 20                    | 1 de octubre de 2021     | 6 de mayo de 2022  |
|           | 13        | 21        | 21                    | 7 de octubre de 2022     | 19 de mayo de 2023 |
|           | 14        | 18        | 10                    | 16 de febrero de 2024    | 17 de mayo de 2024 |
| 8         | 14        | 18        | 18 de octubre de 2024 | 13 de diciembre de 2024  |                    |